# Charlotte Frohn

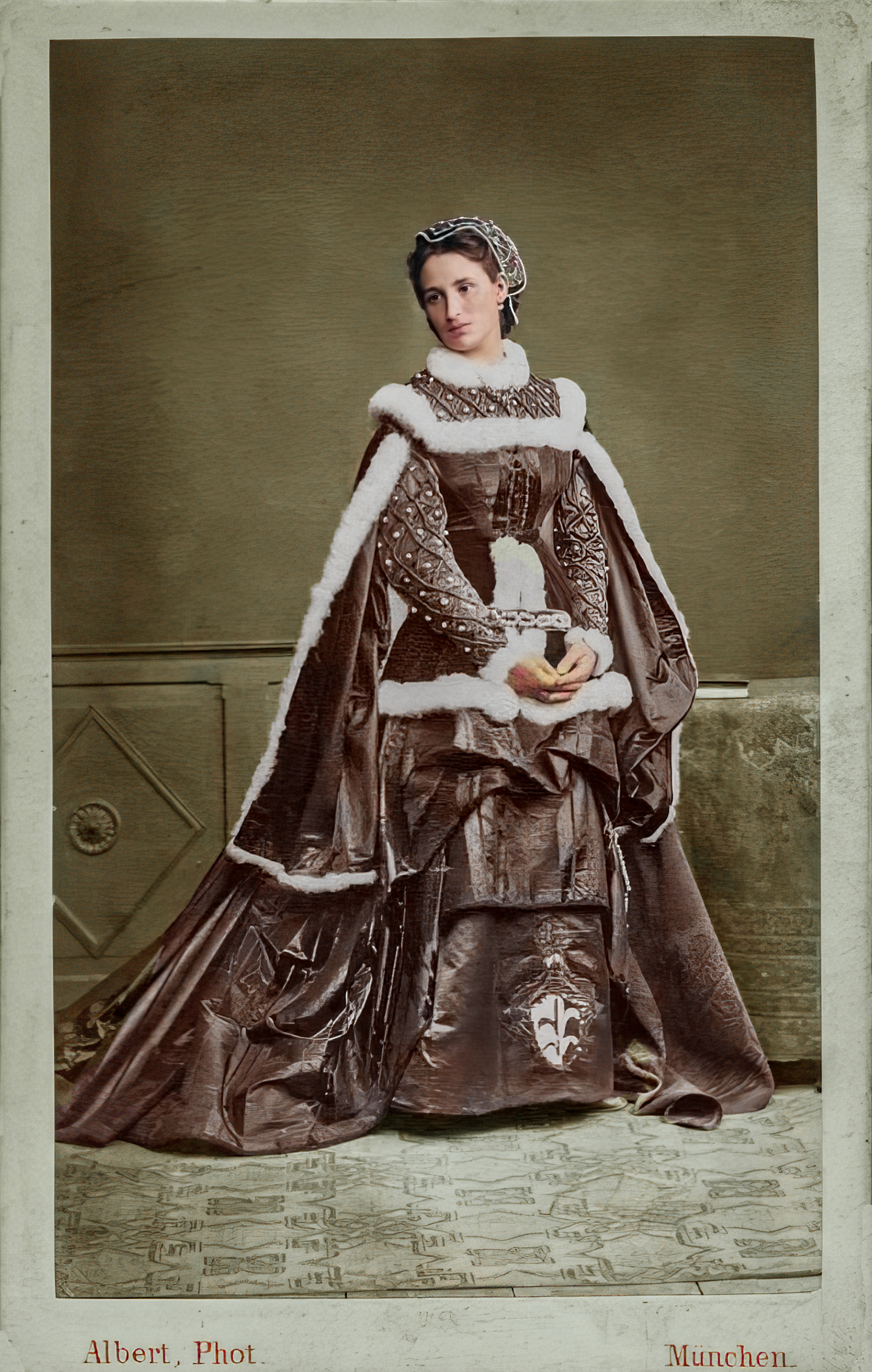
Charlotte Frohn, fotografiert in einem Theaterkostüm in München um 1865

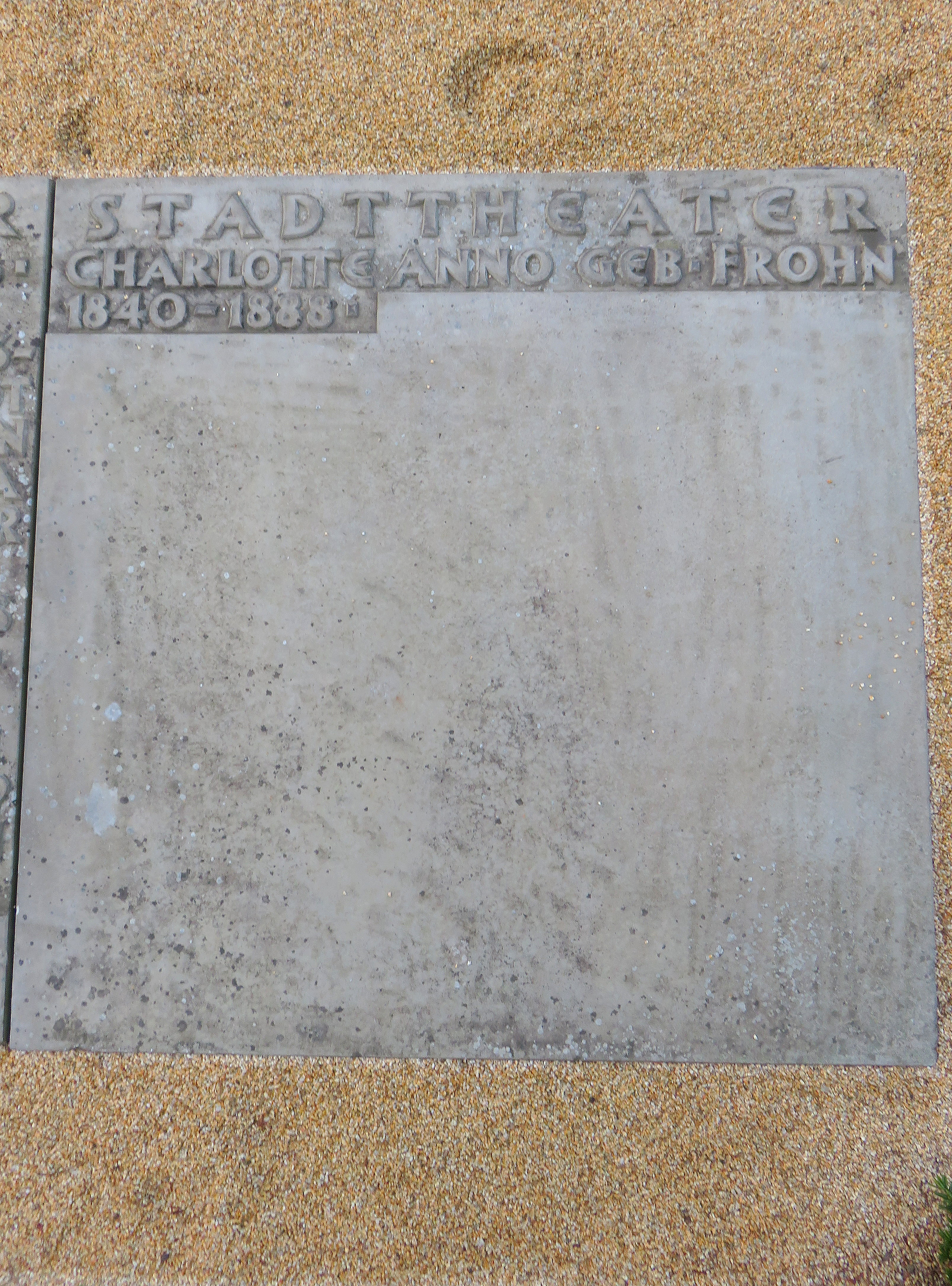
„Charlotte Anno geb. Frohn“, Friedhof Ohlsdorf

Charlotte Anna Frohn, verheiratete Charlotte Anno, (14. Dezember 1844 in Regensburg – 23. März 1888) war eine deutsche Theaterschauspielerin.

## Leben
Nachdem sie bei dem Schauspieler Johann Friedrich Gley Schauspielunterricht genommen hatte, betrat sie schon mit 14 Jahren in Danzig zum ersten Mal die Bühne. Danach kam sie an das Friedrich-Wilhelm-Städtische Theater in Berlin, an dem sie Gelegenheit fand, bei Adele Glaßbrenner-Peroni (1813–1895) weiteren Unterricht zu nehmen. Von Berlin wurde sie nach Hamburg gerufen, danach ging sie für drei Jahre nach Sankt Petersburg. Nach Deutschland zurückgekehrt, unternahm sie viele Gastspielreisen und nahm 1880 ein Engagement am Hoftheater Darmstadt an, aber auch von dort rief man sie immer wieder nach Hamburg, München, Berlin, Wiesbaden, Amsterdam, Rotterdam, Dresden und in weitere Städte. Große Erfolge erzielte sie auch am Berliner Residenztheater sowie am Carltheater in Wien.
Seit 1876 war sie mit dem Schauspieler und Theaterdirektor Anton Anno verheiratet.
Am 23. März 1888 starb sie überraschend im Alter von 43 Jahren an einer Blutvergiftung, die Folge einer Verletzung beim Abschneiden eines Niednagels am rechten Mittelfinger mit einer angerosteten Schere war.
An „Charlotte Anno geb. Frohn 1840–1888“ wird im Bereich des Althamburgischen Gedächtnisfriedhofs des Ohlsdorfer Friedhofs auf der rechten Hälfte der Doppel-Sammelgrabplatte Stadttheater erinnert, unmittelbar links neben der Sammelgrabplatte Thalia-Theater gelegen.